# H.H. Vincentius- en Jacobuskathedraal
De H.H. Vincentius- en Jacobuskathedraal (Pools: Katedra Greckokatolicka pw. Świętych Wincentego i Jakuba) in de Poolsestad Breslau is sinds 1999 de kathedraal van de Oekraïense Grieks-katholieke Kerk eparchie Wrocław-Gdańsk.

## Geschiedenis

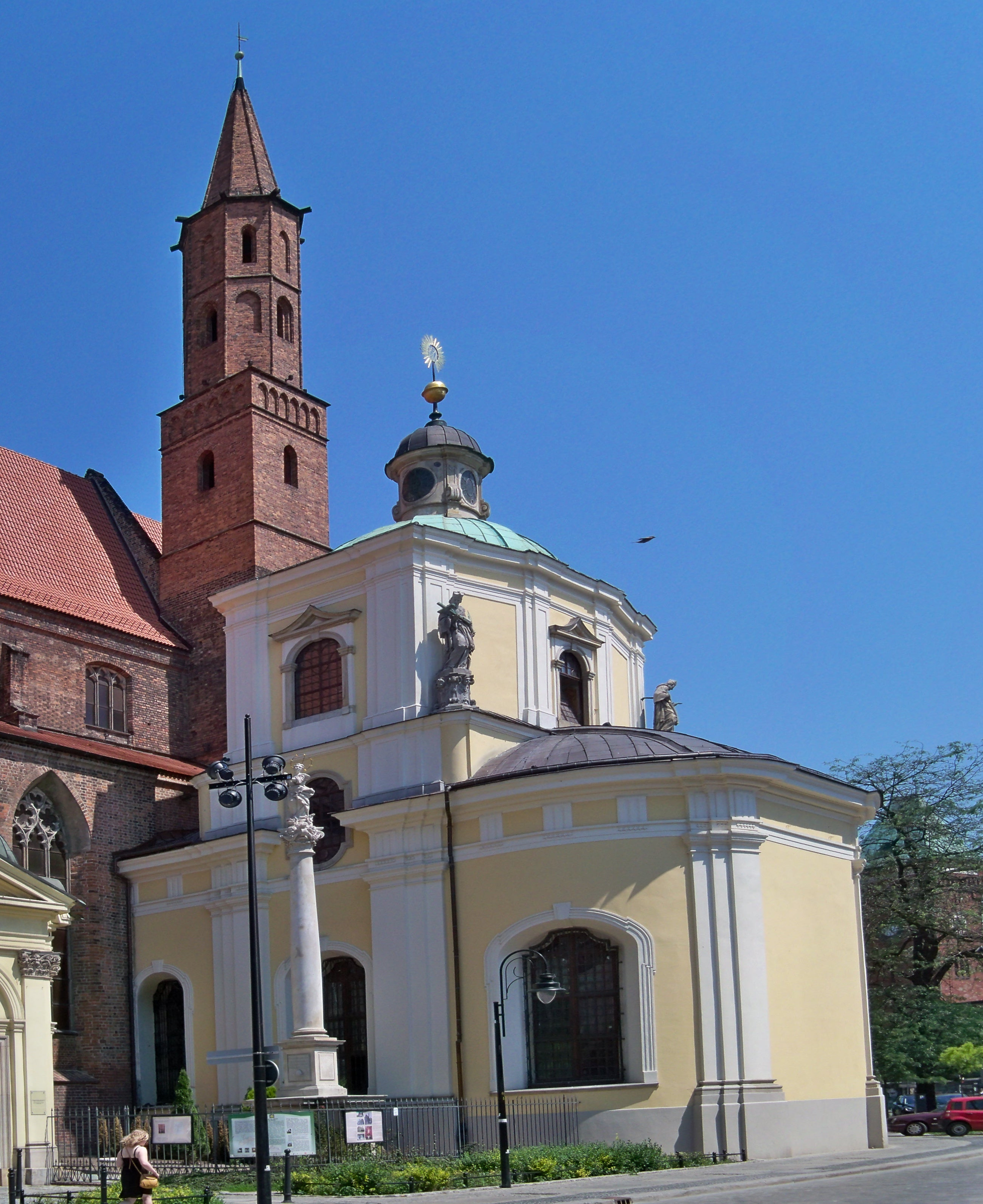
de barokke kapel van Hochberg

Het aanvankelijk romaanse kerkgebouw werd in 1234 door Hendrik II van Polen voor de uit Praag afkomstige Franciscanen opgericht. Het klooster brandde als snel af, maar zijn weduwe, hertogin Anna van Bohemen, liet het klooster herbouwen. Al in 1254 moet de kerk voltooid zijn, die aan de heilige Jacobus werd gewijd en waarin hertog Hendrik II na zijn val in 1241 tijdens de Slag bij Liegnitz werd bijgezet.
In de 14e eeuw werd de kerk in de stijl van de gotiek verbouwd; het middenschip heeft sindsdien een lengte van 77,5 meter en een hoogte van 23 meter. Omdat het Vincentiusklooster van de Premonstratenzer koorheren om strategische redenen moest worden afgebroken, werden kerk en klooster in 1530 aan de Premonstratenzer koorheren overgedragen.
In de jaren 1662-1674 kreeg de gotische kerk een barokke inrichting, waaronder een hoogaltaar dat in 1667 door Franz Zeller en Georg Czermak werd gebouwd.
De opheffing van het Premonstratenzer klooster vond na de secularisatie in 1810 plaats. Aansluitend werd de kloosterkerk een gewone rooms-katholieke parochiekerk. De kloostergebouwen werden echter niet afgebroken maar kregen een andere bestemming.
Het kerkgebouw raakte in de nadagen van de Tweede Wereldoorlog zwaar beschadigd. Na de oorlog werd de kerk door de Poolse staat overgenomen, die er een museum wilde inrichten. De herbouwde kerk (die tot ver in de jaren 1980 duurde) diende na de brand van de Elisabethkerk enige tijd als garnizoenskerk. Het kerkgebouw werd in 1997 door paus Johannes Paulus II en aartsbisschop Henryk Roman Gulbinowicz aan de Grieks-katholieke kerk overgedragen.
In de jaren 1997-2000 volgde een omvangrijke restauratie plaats.

## Kapel van Hochberg
De Kapel van Hochberg (Kaplica Hochberga) ontstond door de ombouw van de Mariakapel uit het begin van de 14e eeuw. De Premonstratenzer abt Ferdinand von Hochberg liet in de jaren 1723–1727 het bouwwerk als zijn mausoleum bouwen. De kapel behoort tot de meesterwerken van de Breslause barok waarvan het ontwerp afkomstig is van Christoph Hackner. In het altaar bevindt zich een piëta uit de 15e eeuw. De kapel werd tijdens een aanval op paasmaandag 1945 vernietigd, maar de reconstructie vond pas plaats in 2010.